# Myrrhinitis sporeuta
Myrrhinitis sporeuta är en fjärilsart som beskrevs av Edward Meyrick 1913. Myrrhinitis sporeuta ingår i släktet Myrrhinitis och familjen gräsmalar, Elachistidae. Inga underarter finns listade i Catalogue of Life.